# Casa Manuel Planas
La Casa Manuel Planas és un edifici modernista del municipi de Sitges (Garraf) que forma part de l'Inventari del Patrimoni Arquitectònic de Catalunya.

## Descripció
Edifici entre mitgeres de planta baixa i dos pisos, que fa cantonada entre les carres Illa de Cuba i Sant Gaudenci. El xamfrà es soluciona mitjançant una tribuna que ocupa els dos pisos, amb interessants vidres acolorits. Les obertures dels pisos són balcons amb barana de ferro i emmarcats a la part superior per motllures amb decoració floral. L'acabament de l'edifici és recte amb estilitzats frontons d'arc amb palmeta centrada. A la façana que dona al carrer Sant Gaudenci hi ha una galeria coberta amb un gran finestral de forma arrodonida.

## Història
La casa, encàrrec de l'indià Manuel Planas i Carbonell (1854-1936), va ser una reforma total d'una construcció anterior -del 1881, com indica la dovella de la porta d'entrada- que es va fer el 1908 en estil modernista. La seva autoria ha estat controvertida; tradicionalment atribuïda al mestre d'obres Gaietà Miret i Raventós, a l'Arxiu Històric de Sitges es conservà un projecte signat per l'arquitecte Josep Pujol i Brull. És possible que per algun motiu el mestre d'obres Gaietà Miret s'encarregués de dur a terme el projecte original de J. Pujol.

## Galeria

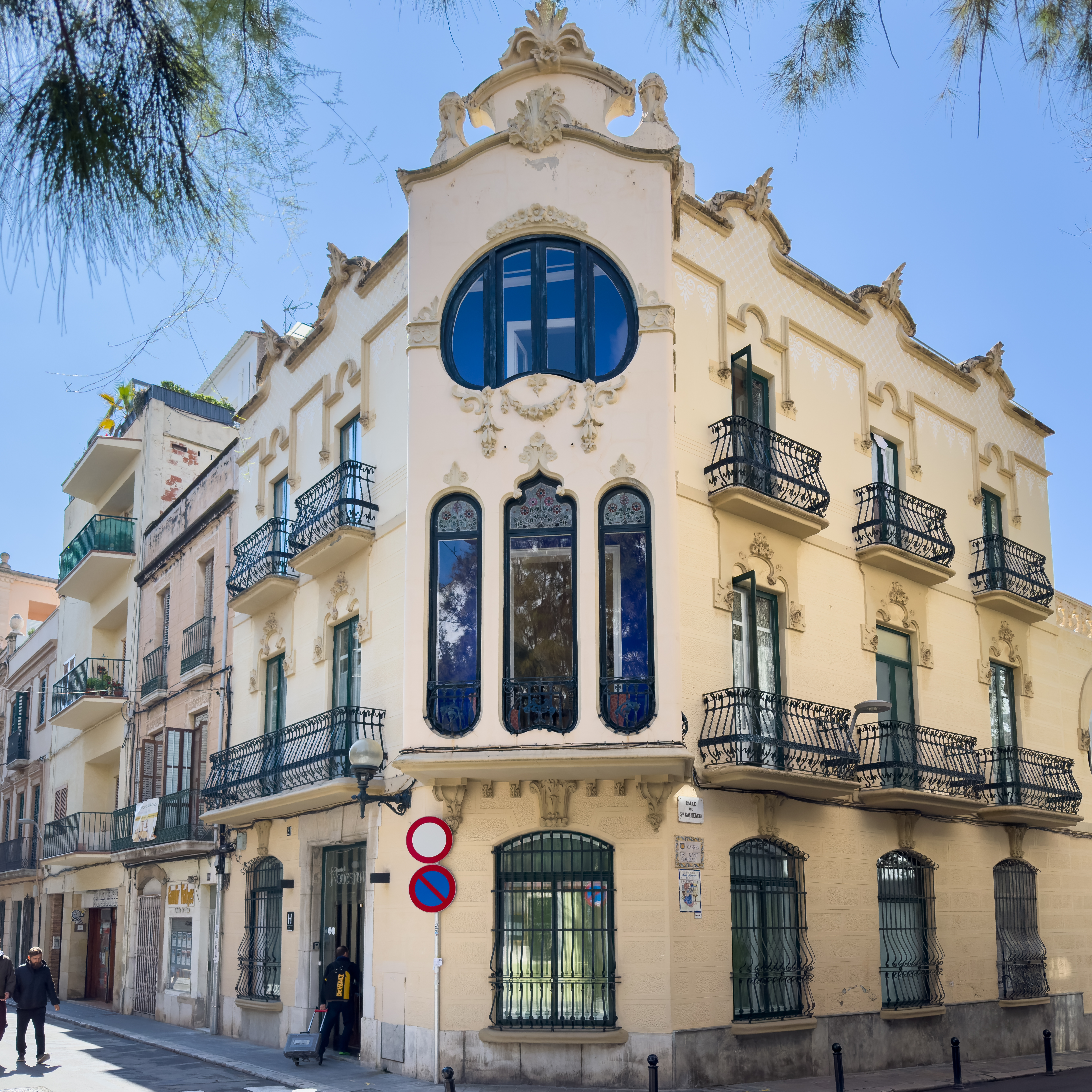
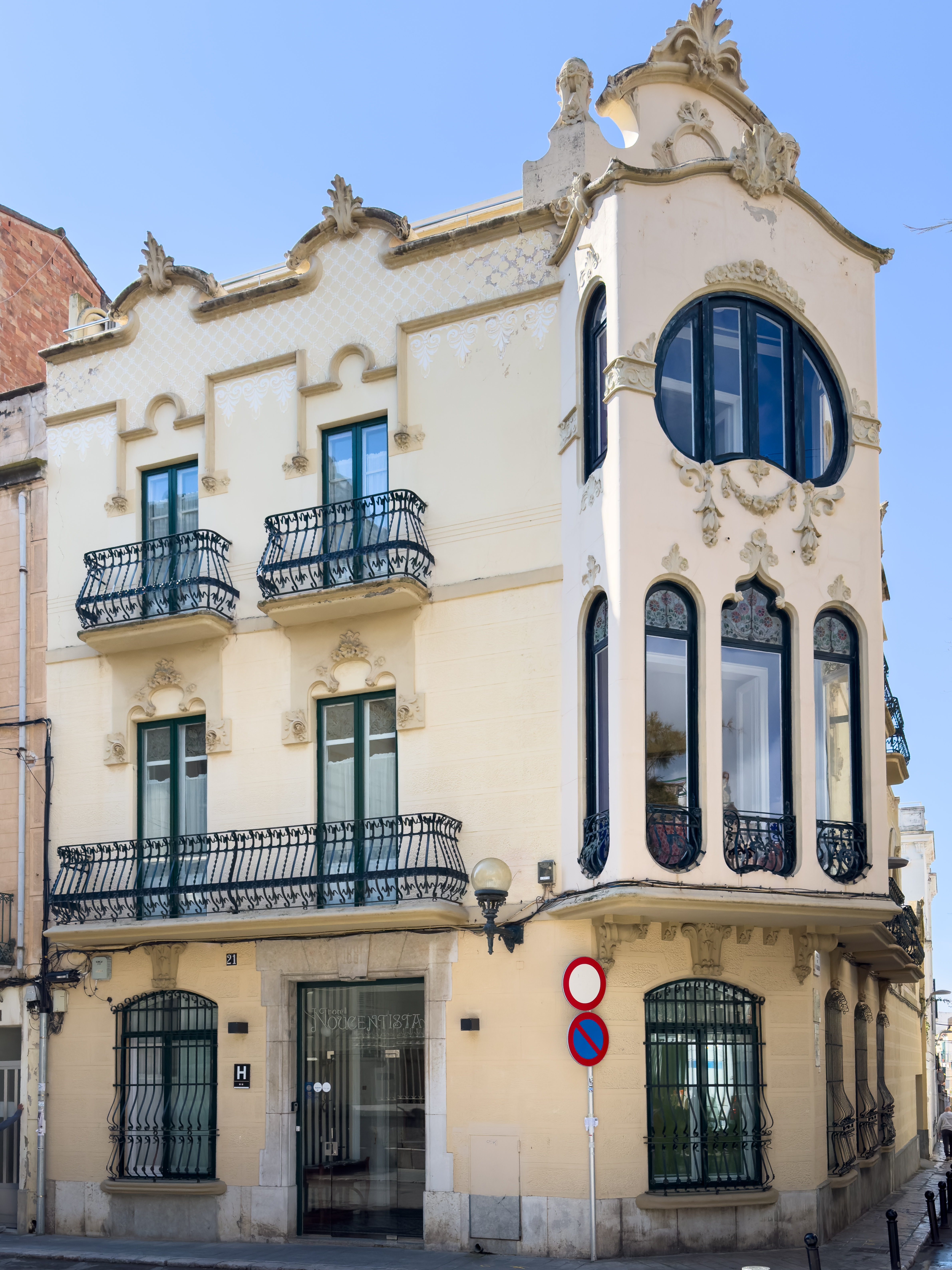
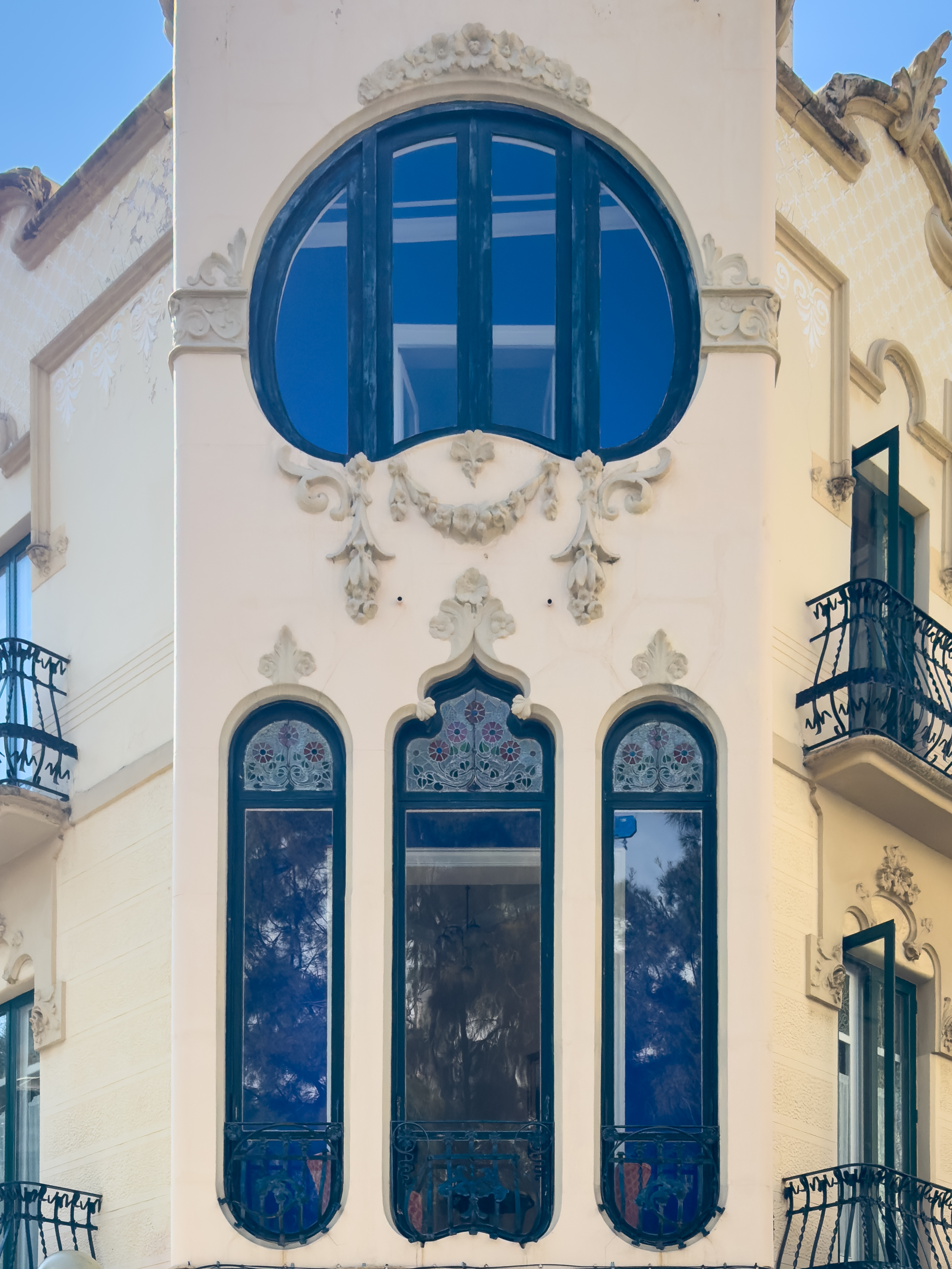
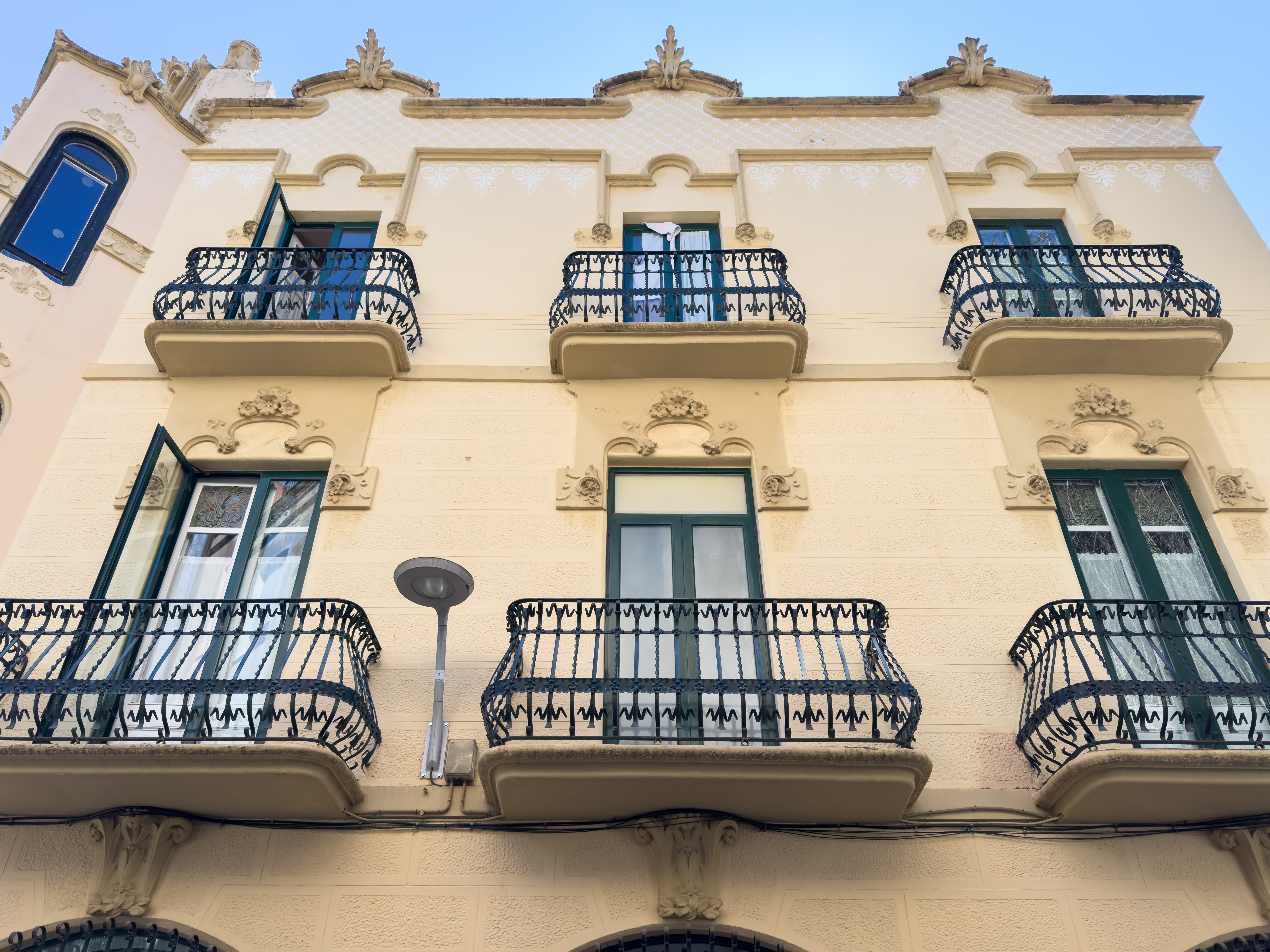
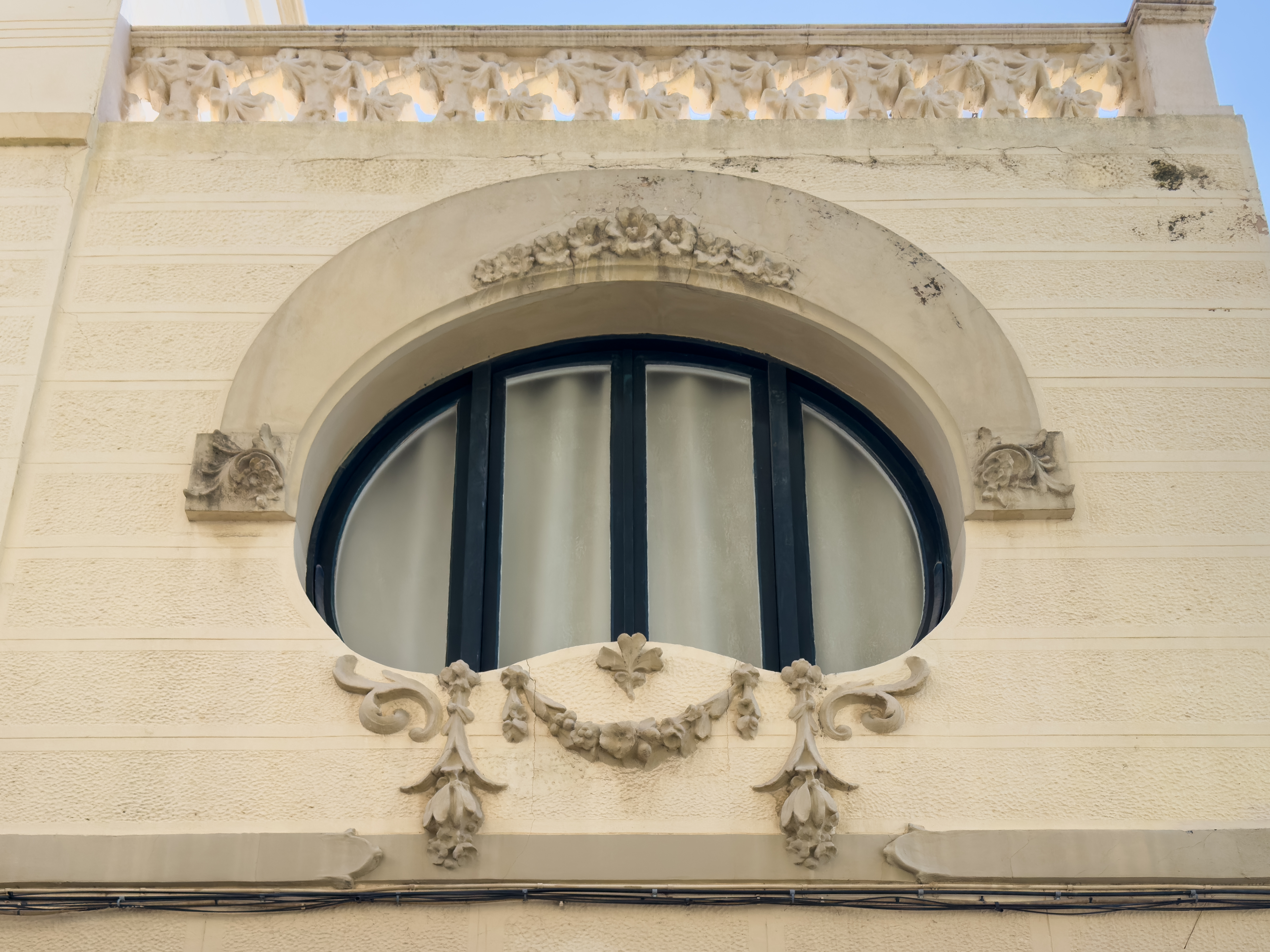